# I. Liga 1929-1930
L'edizione 1929-30 della I. Liga vide la vittoria finale del SK Rapid Wien.
Capocannoniere del torneo fu Franz Weselik del SK Rapid Wien con 24 reti.

## Classifica finale
|    | Classifica       | G  | V  | N | P  | GF | GS | Pt |
| -- | ---------------- | -- | -- | - | -- | -- | -- | -- |
| 1  | SK Rapid Wien    | 20 | 13 | 4 | 3  | 67 | 29 | 30 |
| 2  | SK Admira Wien   | 20 | 12 | 5 | 3  | 56 | 34 | 29 |
| 3  | First Vienna FC  | 20 | 12 | 4 | 4  | 51 | 31 | 28 |
| 4  | Wiener AC        | 20 | 10 | 5 | 5  | 39 | 29 | 25 |
| 5  | FK Austria Wien  | 20 | 9  | 2 | 9  | 56 | 43 | 20 |
| 6  | Floridsdorfer AC | 20 | 6  | 6 | 8  | 35 | 45 | 18 |
| 7  | SC Nicholson     | 20 | 6  | 6 | 8  | 28 | 45 | 18 |
| 8  | SC Wacker        | 20 | 7  | 3 | 10 | 34 | 47 | 17 |
| 9  | Wiener Sportclub | 20 | 6  | 3 | 11 | 33 | 47 | 15 |
| 10 | Hakoah Vienna    | 20 | 4  | 2 | 14 | 31 | 61 | 10 |
| 11 | ASV Hertha       | 20 | 3  | 4 | 13 | 33 | 52 | 10 |

## Verdetti
- SK Rapid Wien Campione d'Austria 1929-30.
- SK Rapid Wien e First Vienna FC ammesse alla Coppa dell'Europa Centrale 1930.
- Hakoah Vienna e ASV Hertha retrocesse.